# سورایود چولانونت
سورایود چولانونت (تایلندی: สุรยุทธ์ จุลานนท์؛ زادهٔ ۲۸ اوت ۱۹۴۳) یک سیاست‌مدار اهل تایلند است.